# ルパン三世 (TV第1シリーズ)
『ルパン三世 (TV第1シリーズ)』（ルパンさんせい）は、モンキー・パンチの漫画を原作とするアニメ『ルパン三世』の作品群のうち、1971年10月24日から1972年3月26日まで放送された日本のテレビアニメを指す。映像上の題名は『ルパン三世』。同シリーズで初めてアニメ化された作品であり、読売テレビ（よみうりテレビ）が制作し日本テレビ系列局で放送された。
アルセーヌ・ルパンの孫で大泥棒のルパン三世が、仲間の次元、不二子、五ェ門や、ルパン逮捕に執念を燃やす銭形警部と繰り広げる活躍を描く。作風は、大人向けのハードボイルドタッチな演出が多い前半と、子供の視聴をある程度考慮したギャグタッチな後半に分けられる。
後続シリーズとの識別のため、タイトルに第1シリーズ・第1期などと付記することがある。また、製作会社のトムス・エンタテインメントはソフト化以降、『ルパン三世 1st series』
または『ルパン三世 PART1』としている。
本項では便宜上『TV第1シリーズ』と表記する。

## 登場人物
レギュラーメンバー全員が揃うことは稀で、全話に登場するキャラクターはルパン三世だけである。
ルパン三世
声：山田康雄
緑のジャケットを着用。原作で使用された赤と違い緑になったのは、当時のカラーテレビでは赤系の色の描画能力が低かった為である。
ジャケット以外の服装は、黒のレギュラーカラーのシャツで黄色のニットタイをタイバーで止めている。紺色のスラックス、白のハイソックスに茶色のチャッカブーツであり、これらは本シリーズの特徴となる。
第1話から既に軽口を叩くが、『ルパン三世 (TV第2シリーズ)』以降で頻繁に見られることとなる間抜けな表情は少なく、銭形に対しても既に「とっつあん」と呼称してはいるが、第4話で「俺は屈辱を味わったぜ」と怒りを露にするなど、まだ後年の親しみを感じるような関係にはなっていない。
後のシリーズと違い、泥棒だけでなく殺しの名手としても描写されている。また、ルパン帝国の総帥である。
全体的にドライな面が目立つが悪党なりに情けは深く、演出家が交代してテコ入れが入った後半はコミカルな描写も増える。愛用拳銃はワルサーP-38、ナチス・ドイツ第三帝国軍の制式採用拳銃だが、薬莢が銃口から見て右側に飛ぶ特徴は11話のクライマックスで表現された。
次元大介
声：小林清志
第1話より既にルパンの相棒として登場。第2話から射撃の名手であることが描かれる。
既に暗黒街の情報通かつ義理堅いルパンの相棒として頭脳明晰さもルパンの敵対組織から認知されていたほどだが、まだ後のシリーズほどクールさに徹することが出来ずに損得勘定で動いてしまう面や、美人に浮かれることもあった。愛用する拳銃はS&W M19コンバット・マグナム。但しオープニングで使用される5連発の拳銃は、M38チーフス・スペシャルと推定される。
峰不二子
声：二階堂有希子
次元と共に第1話からルパンの仲間として登場。ただし、この時点から既に利害が一致した時だけ手を組む独立した女盗賊の本性を見せている。
前半と後半の演出路線変更の影響が著しく、前期はセクシーな雰囲気を出し、内心ではルパンを愛しつつも冷徹で小悪魔的な性格が強調して描かれているが、後期は髪型もショートボブカットに変更されて仲間的色彩の方が強くなり、明朗活発な性格の女性として描かれている（ルパンとの結婚を本気で考えたりもしている）。
正体不明とされているが、第9話でルパンと出会う以前の殺し屋として犯罪組織のシンジケートで暗躍していた過去が一部判明する。愛用拳銃はブローニング M1910。作画監督である大塚康生氏が麻薬取締官時代に使用していた。
石川五ェ門
声：大塚周夫
第5話で初登場（オープニングには第1話から登場）。
当初は武士道を重んじる名うての殺し屋でルパンの敵。第7話で仲間になるが、その後も出番が無かったり、あっても本筋に全く絡まないことも少なくない（レギュラーとして完全に定着するのは後の『ルパン三世 (TV第2シリーズ)』以降である）。
一人称として「某（それがし）」や「俺」を使用したり、傍らに女弟子（正体は不二子）をはべらせて肩を抱いていたり、初登場の時点で不二子に惚れていたりと、『TV第2シリーズ』以降に定着した女性を苦手とする素振りはここでは無く、この当時は後のシリーズと一味違った人物像で描かれている。使用する武器は斬鉄剣。文字通り鉄を切断できる名刀であるが、その由来については5話では古来の虎鉄、吉兼、正宗の3つの名刀を溶かして打ち直した唯一無二のものであると五エ門が解説するが、7話では製法秘伝書に従って量産されるものとされている。
銭形警部
声：納谷悟朗
警視庁の敏腕警部。
ルパンを執念深く追跡する姿勢は初登場時の第1話から一貫しているが、第4話でルパンが一時監獄の中で死刑寸前まで追い込まれると、躊躇う表情も見せる。シリーズ後半以降はコミカルなキャラクターとなる。使用拳銃はコルト1911A1ガバメント。
当初はルパン達からは「銭形」と呼ばれていたが、第18話以降からは「とっつぁん」と呼ばれるようになる。

### 準レギュラー
ルパン三世の作品では珍しく同じ登場人物が度々登場するため記述する。
警視総監
声：永井一郎
本作オリジナルキャラクター。番組路線変更後、親しみやすいキャラクターとして第15話以降、度々登場。
ルパン三世テレビシリーズで上記のレギュラーキャラクター5人以外で声優を固定した人物が複数回登場するのは『TV第4シリーズ』以前の作品では珍しい。
警視庁内では銭形警部の上司的な登場人物は登場せず、警視総監が銭形警部の事実上の上司。
『TV第2シリーズ』以降のテレビスペシャルを含む全作品では毎回、警視総監（キャラクターデザイン、担当声優まで全て毎回一新される）は変わる。なお、2012年のテレビスペシャル『東方見聞録 〜アナザーページ〜』では1シーンのみ、本シリーズの警視総監に酷似したインターポールの長官が登場する。

## 製作

### 企画時
1969年に劇場用アニメを想定してルパン三世 パイロットフィルムが製作され、原作者のモンキー・パンチもそのクオリティの高さに製作を快諾していた。だが、受け入れる制作会社がなかったことで企画は停滞し、約2年後によみうりテレビからテレビアニメ化することが決まる。
演出（監督）は、パイロットフィルムから大隅正秋が続投する。それまでは人形劇などを手がけていた異色の演出家である大隅に依頼がなされたのは、東京ムービーの社長だった藤岡豊が大隅の演出した『オバケのQ太郎』のオープニングを気に入っていたからである。藤岡に「初の大人向けのアニメを作ろう」と言われた大隅は意気投合し快諾したといい、後に「中学生以下の視聴層は全くターゲットにしていなかった」と語っている。
キャラクターデザイン・作画監督には大塚康生が起用される。パイロットフィルムに参加した芝山努が他作品に参加していた都合から参加できず、同じくパイロットフィルムに参加していた大塚が抜擢されたという。大塚は、パイロットフィルムの時点でいつでも参加できるよう所属する東映動画から東京ムービーの下請けであるAプロダクションに移籍しており、その後は大隅・大塚両者の話し合いでキャラクターのテレビ用人物造形が決まった。
脚本には大和屋竺などが参加した。大和屋は、大隅が彼の執筆した映画『毛の生えた拳銃』に感銘を受け、パイロットフィルム製作時もオファーしていたことで参加が決まったという。
原作の世界をアニメでそのまま再現することは様々な要因から不可能であり換骨奪胎することが求められ、以下の方針が打ち立てられた。
- 原作の（それまでの漫画に無かった）ケレン味を活かした映像作りをする。
- 劇中で登場する車や拳銃、時計、煙草の銘柄などに至るまでリアリティを重要視し、写真やカタログを収集から全て実在のものを事細かに設定する「実証主義宣言」。これに関しては原作にはなく、当時流行していた大藪春彦の作風を取り入れたものである。

### 放送開始当初の反応
この様な試行を経て大人向けに製作され、新聞などにも大人向けとして広告されたそれまでにないアニメとしてスタートしたが、視聴率は厳しいものとなる。
当時、テレビアニメは作れば一定の視聴率が取れると考えられていた時代で、同じ東京ムービー作品の『巨人の星』は20%を超えたりしていたが、当作は初回6.5%、その後も3%などといった桁違いに低い視聴率をとり、即打ち切りも仕方ない状況だった（同局の歴代ワースト記録で、2024年現在も破られていない）。一つの原因としては、大人向けと広告したのが、1970年代当時の家庭での倫理観にそぐわず、意識的に子供に見せまいとした親側の圧力などが考えられていた。初回から峰不二子の衣装作画やルパンとのからみや退廃的な世界観は現代の視点でも扇情的なものであったが、作品の内容そのものはそこまでアダルトではなかった。
第3話の視聴率が出ると、局サイドやスポンサーは藤岡と大隅を大阪に急遽呼びつけ「この低視聴率はどういうことだ」「子供に人気が無い」と問いただす。大隅は「大人向けのアニメを作ったまで」と率直に答え「じゃあ子供向けにやって、人気が出る確証はあるんですか？」と反論もしたが、対照的に藤岡は「今後は子供向けに改善して立て直す」と約束した。その帰り、大隅は藤岡に番組降板を切り出し、藤岡もそれを受諾。この時、藤岡は大隅へ「君のための花道は作ってあげられない」と告げたという。
この日を境に、大隅は現場に必要以上の混乱を与えないため、スタジオに一歩も足を踏み入れなかった。これにより、引継ぎなどは一切行われず、現場に私物を残したままという異例の状態で大隅は降板となった。後年に大隅は「誰もこのあとを引き継ぐやつなんていないだろう」と考えていたことを明かし、「当時は自分の精神状態を保つのに目一杯だった。若さゆえの選択で、引き継いだ人や視聴者へ申し訳ないことをした」と述べている。

### 方針転換、宮崎駿ら参加
それまでの製作が大隅に全てを預け任していたような状態だったことから、大隅の降板は重大な出来事となり、「大隅さんが降りるなら」と脚本家数人も降板することとなった。
岐路に立たされた大塚は、東映で一緒に子供向けアニメを作り、当時はAプロダクション〈現・シンエイ動画〉に在籍していた高畑勲と宮崎駿に演出を依頼した。当時のAプロが東京ムービーの下請け会社だったことや偶然手が空いていたこと、旧知の間柄の大塚が困っていたことから二人は依頼を引き受けるが、“匿名”であることを仕事を請ける条件にしたため、二人の名前はクレジットされず「Aプロ演出グループ」名義となっている。宮崎は後年、「その話が決まったとたんテレビ局の会議室に引っ張り出されましてね、行くとテーブルの向こう側にスポンサーや放送局などの人間がズラリ、こちら側は東京ムービーの社長始め、僕たちが並んだ訳です。その会議室が、また凄まじくてね。『どうしてくれるんだ、コラッ!!』『こんな物作って子供たちは分かるか!!』と言った罵詈雑言のオンパレード。こちらは只ただ頭を下げるんですが、東京ムービーの社長など『ハハッ!』 って平伏しっぱなし(笑)。こりゃ、大変なところに足を踏み込んじゃったなぁ、とその時ツクヅク思った物でした。」と当時を回想している。
両名は、原作の影響の強いハード・タッチの作風を中盤以降、徐々に低年齢層向けに軌道修正していく。しかし、大隅降板時点ですでにほとんど完成していたフィルムや、それ以前に発注済だった脚本・絵コンテ・作画もあったため、どこまでが大隅演出でどこからがAプロダクション演出かは、厳密には区別できない。高畑・宮崎両名で出来うる限りコンテや脚本を見直したりしたが、時間的に変更が不可能だった話もあったためでもあった（一応、演出クレジットは1-6、9、12話が大隅正秋名義となっている）。4-8、10-12話は高畑・宮崎コンビによる部分直しやコミカルな演出で、一般的にはAプロ演出と思われている7話の後半は大隅の指示を受けた出崎統によるもの、6話と9話は基本的には大隅演出のままということである。ストーリー的には、犯罪者を主人公とすることを嫌う高畑にはどうしても6話と9話は大きく変えることはできなかったと本人が回想している。完全にAプロダクション演出になったのは、宮崎によるキャラクターの性格変更が行われた13話以降であるが、絵は大隅演出時代のものと思しきものも流用されている。
宮崎は後年、大隅時代からAプロ時代のルパン像の変化を、「富裕の倦怠を紛らわすために泥棒をする退廃したフランス貴族の末裔から、常にスカンピンで何かオモシロイことはないかと目をギョロつかせているイタリア系の貧乏人への変化」と称している。高畑・宮崎コンビ演出のルパンは、視聴率は9%程度と序盤よりは安定していったものの、約半年後の全23話で放送が打ち切りとなった。だが、関係者の証言によると当初から2クール、26話の予定で制作されていた為、実際には3話分が減らされた状態だったという。

### 愛車
- 初期の愛車は黄色いベンツSSK。
  - オリジナルは200馬力を誇るが、ルパン仕様はエンジンを第一話「ルパンは燃えているか・・・・?!」でも使用したF1カー、フェラーリ・312B（劇中ではフェラリーと呼称）の水平対向12気筒（180°バンクのV型12気筒）に乗せ換えることで500馬力にパワーアップさせている。また、フロントのエンブレムがベンツ本来のマークではなく十字（島津家の家紋に類似）のものに変更されている（設定資料ではエンブレムそのものが取り付けられていない）。
  - ルパンは『TV第2シリーズ』でもSSKに似た形の車に乗っているが、こちらは主にアルファロメオ・グランスポルト・クアトロルオーテである。
- 番組路線変更後は、映画『カリオストロの城』同様フィアット・500を愛車としていたが、『TV第1シリーズ』でのボディ色は白に近い淡い空色である。
  - 大塚康生の愛車としても知られる車であるが、作中に登場させるにあたっては、演出上の方向転換に加え、ディテールの複雑なSSKよりも作画のしやすさに配慮した宮崎駿からの注文であった[注 5]。

### キャスティング
パイロットフィルム2作でのルパンの声は、野沢那智、広川太一郎がそれぞれ演じていたが、両名共にスケジュールの都合から当作への出演が難しくなっており、大隅が偶然鑑賞した舞台「日本人のへそ」に出演していた山田康雄が抜擢された。
次元大介はパイロットフィルムから小林清志が続投。一部作品を除き、2021年まで50年に亘り同役を担当した。
パイロットフィルムで石川五ェ門を演じた納谷悟朗は、台詞が少ないことが気になり大隅に相談した結果、銭形警部役に変更となった。合わせて、パイロットフィルムで銭形を演じた大塚周夫は石川五ェ門役となった。
峰不二子役は、パイロットフィルムで演じた増山江威子から二階堂有希子に変更された。大隅は変更理由に「（増山が）お色気シーンができなかったら」と発言しているが、「実際には演技の問題でなく、初期の“グラマー”で“肉感的”な大塚のデザインに合う声がかわいらしい声質の増山より二階堂だったのでは」とする声もある。増山は本作の14話にゲスト出演したほか、後の『TV第2シリーズ』で峰不二子役になっている。

### 影響を受けた映画
町山智浩の映画秘宝の文によれば、本作は「危いことなら銭になる」や「殺しの烙印」「毛の生えた拳銃」「狙撃」岡本喜八「殺人狂時代」などに強いに影響を受けており、各作品のヒロインである浅丘ルリ子や真理アンヌ、団令子が峰不二子のモデルのである可能性に、「忍びの者」の市川雷蔵が五右衛門のモデルであることを論じた。前述の映画作品には山崎忠昭や大和屋も関わっているものが多くある
フランスの俳優ジャン＝ポール・ベルモンドはルパン自体のモデルとして知られているが、1969年日本公開の『オー!』は、本作の一話に影響を与えているかもしれない指摘があり、前半ではレースが描かれるが、本作の第一話もF1レース絡みである

### スタッフ
- 製作 - 藤岡豊（東京ムービー）/佐野寿七（よみうりテレビ）
- 原作 - モンキー・パンチ
  - 連載 - 週刊漫画アクション（双葉社刊）
- 作画監督 - 大塚康生
- 美術監督 - 千葉秀雄→伊藤雅人
- 撮影監督 - 三沢勝治
- 録音監督 - 田代敦巳
- 編集 - 井上和夫
- 音楽 - 山下毅雄
- 作画 - 小林治、今沢哲男、河内日出夫、岡迫亘弘、有原誠治、前田実、村田耕一、木村圭市郎、山口泰弘、近藤喜文、福富博、本多敏行、金沢比呂司、青木雄三、山田道代、才田俊次 他（Aプロダクション/OH!プロダクション/ネオメディア/スタジオメイツ/スタジオジュニオ）
- 背景 - 井岡雅宏、川本征平、窪田忠雄 他（現代制作集団）
- 撮影 - 大和田亨、八巻磐、若菜章夫、石川欽一（東京アニメーションフイルム）
- サウンド - 大野松雄（T.E.O）
- 音響 - グループ・タック
- 現像 - 東京現像所
- 演出助手 - 根来昭、吉田茂承、御厨恭輔
- 制作進行 - 真田芳房、仙石鎮彦、金子賢一、野中保男、塩野正俊、斉藤正俊
- 制作協力 - Aプロダクション
- 制作 - よみうりテレビ/東京ムービー

## 主題歌
オープニングテーマおよびエンディングテーマのタイトルは、テイチクではエンディングテーマに、朝日ソノラマではオープニングテーマに「ルパン三世その1」のタイトルが付けられている。後に様々なレコード会社から発売されるようになって以降も、発売元によってテイチクに準ずる場合と朝日ソノラマに準ずる場合があった。
1980年代になってから以下の各欄に最初に記したものが正式なタイトルとしてJASRACに登録されたが、CDの種類によっては旧タイトルを表記している場合もある。

### オープニングテーマ
以下に記した使用状況は、DVD版のもの。
「ルパン三世主題歌I」（「ルパン三世その1」）（第1-3話）
作詞 - 東京ムービー企画部 / 作曲 - 山下毅雄 / 編曲 - 山下毅雄（TV用）、馬飼野康二（レコード用） / 唄 - チャーリー・コーセイ
レコードで発売されていながら、実際には3回しか使用されていない。レコード用音源は大人しい演奏や片仮名の発音になっているボーカルなど、TV用と大きく異なる印象になっている。なお、テイチクから発売されたシングルでは「ルパン三世その2」のタイトルでB面に収録されている。
映像はパイロットフィルムの映像が元になっているが、テレビシリーズ用にキャラクターの顔や服装を修正して新たに作画し直されている。
「AFRO "LUPIN '68"」（「ルパン三世その4」）（第4-15話）
作曲・編曲 - 山下毅雄 / 唄 - チャーリー・コーセイ / ナレーション - 山田康雄
本来は劇中音楽として作られたもので、実際に第1話から劇中で使用されているが、オープニング映像の変更に合わせてテーマ曲として使用されるようになった。
ルパンが自己紹介をした後、ルパンが次元・五ェ門・銭形・不二子の順に登場人物を紹介していく内容となっているが、3種類のバリエーションが存在している。
1. 第4話で使用された、最後の台詞が「どんな事件を巻き起こしてやろうかな…」となっているもの。
2. 第5話-第15話（第6話・第9話を除く）で使用された、最後の台詞が「今週は、どんな事件を巻き起こしてやろうかな…」となっているもの。
3. 第6話で使用された、音楽がインストバージョンになっており、ルパンのナレーションが通常より押さえた口調になっているもの。次元大介を紹介する際のナレーション「早撃ち0.3秒～」は、他の回では「早撃ちれいてん3秒～」と読まれているが、このバージョンのみ「早撃ちれいコンマ3秒～」と読まれている。また、銭形警部の紹介は他の回の「警視庁の敏腕警部」ではなく「警視庁の腕利き警部」となっている。

歌唱したチャーリー本人によると、歌詞は「スタッフが用意した断片的なキーワードを元に即興で歌った」とのこと。そのためか、後年のリメイク音源では言葉の並べ方が原曲を忠実に再現していない。
「AFRO "LUPIN '68"」という曲名は、1980年発売の『テレビオリジナルBGMコレクション ルパン三世 〜山下毅雄オリジナルスコアによる「ルパン三世」の世界〜』で新録音で収録された際に付けられたものである。
『ルパン三世 '71 ME TRACKS』17曲目収録の復元版の末尾は第15話劇中の音源を使用しているが、本編使用時に既にカットが行われているため、不自然になっている。『ルパン三世テーマ・ヒストリー』および『ルパン三世 ザ・ファースト・シリーズ・アンソロジー』収録バージョンのほうが原形に近い。
オープニング映像の大部分はパイロットフィルムをそのまま流用している（オープニング1とは異なり、テレビシリーズ用の修正は行われていない）。そのため、映像内ではパイロットフィルムを流用したカットではルパンのジャケットの色が赤、新規作画のカットでは青緑となっている。キャラクターの顔もテレビシリーズ本編とは大きく異なる。
「ルパン三世主題歌3」（「ルパン三世その3」）（第16-23話）
作曲・編曲 - 山下毅雄 / 唄 - よしろう・広石 / ナレーション - 納谷悟朗（第16話のみ）
2001年によしろう・広石が雑誌のインタビューで「自分が歌った」と証言しており、チャーリー・コーセイは「自分は歌っていない」と証言している。それ以前に発売された商品では歌唱者がチャーリーの名になっていた。
第16話のみ納谷悟朗のナレーション入りのものが使用されている。なお、現在映像ソフトに収録されているナレーション入りの第16話オープニングは本放送当時のものではなく、本放送時や1970年代の再放送時には、曲もナレーションも全く別テイクのものが使用されていた。別テイクは1980年発売の『TVオリジナル・サウンドトラック ルパン三世 ドラマ編』（日本コロムビア CZ-7032）で一度レコード化されたが、以後2001年発売のDVD-BOXまで商品化される事が無かった。当時のオープニングフィルムは発見されておらず、DVDにも「音声特典」として映像無しで収録されている。現存する映像とは音声のタイミングが合わないため別編集の映像が存在したと思われる、とCD『ルパン三世 ザ・ファースト・アンソロジー』のライナーノーツには書かれているが、同CDに収録された他の主題歌TVサイズ音源でも映像とのタイミングは合わない。
第12・19話の劇中では歌詞が2番まである別バージョンが使用されているが、後述の「'71ME TRACKS」には収録されていない。
映像は銭形警部が機動隊と走ってくるカットを除いて、本編のカットを流用している。

### エンディングテーマ
「ルパン三世主題歌II」（「ルパン三世その2」）
作詞 - 東京ムービー企画部 / 作曲 - 山下毅雄 / 編曲 - 山下毅雄（TV用）/馬飼野康二（レコード用） / 唄 - チャーリー・コーセイ

エンディングは曲・映像共に全話共通となっている。ただし、曲の終わりに入るバイクのエンジン音のSEのタイミングにバリエーションがある。
- 第1話で使用されたSEのないもの
- 第2話で使用されたSEがトラックのエンジン音のもの
- 第3話で使用されたSEが歌の前に入るもの
- 第4話で使用されたSEがバイクの遠ざかっていくエンジン音のもの
- 第5話以降で使用されたSEがバイクの普通のエンジン音のもの。

奥田民生によってカバーされている（シングル「イージュー★ライダー」のカップリング曲）。

## 各話リスト
| 話数   | 放送日          | サブタイトル                       | 演出                        | 脚本         | 絵コンテ     |
| ------ | --------------- | ---------------------------------- | --------------------------- | ------------ | ------------ |
| 第1話  | 1971年 10月24日 | ルパンは燃えているか・・・・? !    | 大隅正秋                    | 山崎忠昭     | 高橋和美     |
| 第2話  | 10月31日        | 魔術師と呼ばれた男                 | 大隅正秋                    | 大和屋竺     | 奥田誠二     |
| 第3話  | 11月7日         | さらば愛しき魔女                   | 大隅正秋                    | 宮田雪       | 斉九洋       |
| 第4話  | 11月14日        | 脱獄のチヤンスは一度               | 大隅正秋                    | さわきとおる | 佐々木正広   |
| 第5話  | 11月21日        | 十三代五ヱ門登場                   | 大隅正秋                    | 山崎忠昭     | 小華和ためお |
| 第6話  | 11月28日        | 雨の午後はヤバイゼ                 | 大隅正秋                    | 松岡清治     | 小泉謙三     |
| 第7話  | 12月5日         | 狼は狼を呼ぶ                       | Aプロダクション演出グループ | 大和屋竺     | 斉九洋       |
| 第8話  | 12月12日        | 全員集合トランプ作戦               | Aプロダクション演出グループ | 宮田雪       | 奥田誠二     |
| 第9話  | 12月19日        | 殺し屋はブルースを歌う             | 大隅正秋                    | さわきとおる | 奥田誠二     |
| 第10話 | 12月26日        | ニセ札つくりを狙え！               | Aプロダクション演出グループ | さわきとおる | 矢沢則夫     |
| 第11話 | 1972年 1月2日   | 7番目の橋が落ちるとき              | Aプロダクション演出グループ | 宮田雪       | 小華和ためお |
| 第12話 | 1月9日          | 誰が最後に笑ったか                 | 大隅正秋                    | 鶴見和一     | 小華和ためお |
| 第13話 | 1月16日         | タイムマシンに気をつけろ！         | Aプロダクション演出グループ | 宮田雪       | 斉九洋       |
| 第14話 | 1月23日         | エメラルドの秘密                   | Aプロダクション演出グループ | 宮田雪       | 岡崎稔       |
| 第15話 | 1月30日         | ルパンを捕まえてヨーロッパへ行こう | Aプロダクション演出グループ | 松岡清治     | 小華和ためお |
| 第16話 | 2月6日          | 宝石横取り作戦                     | Aプロダクション演出グループ | 七條門       | 出﨑哲       |
| 第17話 | 2月13日         | 罠にかかったルパン                 | Aプロダクション演出グループ | 七條門       | 斉九洋       |
| 第18話 | 2月20日         | 美人コンテストをマークせよ         | Aプロダクション演出グループ | 松岡清治     | 小華和ためお |
| 第19話 | 2月27日         | どっちが勝つか三代目！             | Aプロダクション演出グループ | 小山俊一郎   | 棚橋一徳     |
| 第20話 | 3月5日          | ニセルパンを捕えろ！               | Aプロダクション演出グループ | 七條門       | 小華和ためお |
| 第21話 | 3月12日         | ジャジャ馬娘を助けだせ！           | Aプロダクション演出グループ | 松岡清治     | 高橋春男     |
| 第22話 | 3月19日         | 先手必勝コンピューター作戦！       | Aプロダクション演出グループ | 宮田雪       | 小華和ためお |
| 第23話 | 3月26日         | 黄金の大勝負！                     | Aプロダクション演出グループ | 田村多津夫   | 吉川惣司     |

### 使用された原作
※原作のストーリーラインやキャラクターを借用してアニメ用に大幅にアレンジした物が多く原作とはほぼ別物になっている作品も少なくない。
- 第1話：第56話「DEAD HEAT」を脚色。アニメではスコーピオンとの対決が、原作では金塊の強奪が目的になっている。
- 第2話：第7話「魔術師」を脚色。お抱えの科学者などは登場せず。
- 第3話：第24話「トブな悪党」をベースに33話「はなれ技」、34話「盗っ人ゲーム」を使用。
- 第4話：第2話「脱獄」、12話「王手飛車とり」より冒頭の犯行場面。
- 第5話：第28話「五右ェ門登場」、29話「ブラック・ポイント」より走る車での戦闘。原作にあった百地発見の錬金術や五ェ門の親友魔山などは登場せず。
- 第6話：第18話「死体品切れ」、19話「ナサケ御無用」を脚色。
- 第7話：第41話「砕く」、42話「免許皆伝」より示刀流という言葉、43話「殺しのない日」よりルパンの車の切断。
- 第8話：第57話「トリプルプレイ」より病院の場面、第59話「きわどいカラッポ」より凧を使った脱出。
- 第9話：第82話「能ある悪党は牙をかくす（その2）」。原作では外国のスパイであった女が不二子に変更され、ブーンがプーンへ変更。
- 第10話：第75話「私を愛したルパン」より「フリンチ」のキャラクター名のみ。
- 第11話：第14話「賞金稼ぎ」より人質のための犯罪、17話「どじ」より橋の爆破事件。
- 第12話：第15話「シャモ狩り」を脚色。但し原作で登場していた銭形警部の登場はオミット。
- 第13話：第83話「能ある悪党は牙をかくす（その3）」を脚色。魔毛は原作の未来人だった設定から現代人に変更され、最終的には生存している。
- 第16話：第50話「サイケデリック氏」を脚色。宝石店襲撃場面のみを参考にしている。
- 第20話：ルパン三世・新冒険・第2話、第3話「賊々島(その1)(その2)」と、第4話、第5話「競盗国際大会(その1)(その2)」を脚色。
- 第21話：新冒険・第6話・第7話「ルパン勧進帳（その1）(その2)」を脚色。ルパン家に関わった人物（原作ではソーニャ家の令嬢）の救出のみ共通している。

### 各話詳細
- 第1話 - DVD版では次元が丘からルパンのマシンを見送るシーンが左右反転になっている。次回予告の定型文句はこの回のみ「このチャンネルで会おうぜ」で、「チャンネルは決まったぜ」で終わるのは続く第2話から。
- 第2話 - 大和屋竺の脚本は元々、とても30分の放送枠に収まらない膨大なボリュームであったが、これは演出の大隅正秋が意図して、最初から大和屋に要求したボリュームであった。シナリオは『荒野のダッチワイフ 大和屋竺ダイナマイト傑作選』に収録されている。劇中で峰不二子がシャワー中に口ずさんでいる曲は、「二人を愛してしまった私」。ラストシーンでは（極一部ではあるものの）アレンジされた音源が使用されている事からマスターが存在する楽曲である事は確かだが、上記の『テレビオリジナルBGMコレクション』への新録や、『ルパン三世 '71 ME TRACKS』への収録は見送られている状態であった。その後、山下毅雄とルパン三世1stシリーズの大ファンを公言するインディーズバンド・ザ・シロップのリーダー・松石ゲルの手により、山下の事務所の許可を得た上でメロディーと歌詞が補作されたものが、ザ・シロップのアルバム「ハダカになっちゃおうかな」にカヴァー曲として収録されている[21]。
- 第4話 - 予告編で使用されたルパンがギロチンで斬首される映像は、本編では使用されなかった。
- 第5話 - 五ェ門が聞いているラジオから流れる曲は小柳ルミ子が1971年9月にシングル曲として発表した「お祭りの夜」である。映画『忍びの者』のパロディになっている。
- 第9話 - 竹槍を撃ち込むシーンは、原作ではそれでキャップに相当する人物（原作での名前は不明）を突き殺しており、当初のシナリオでは原作の通りにする予定だったが、高畑・宮崎コンビによって、キャップを石で気絶させるシーンに演出が変更された。その結果、利用できるものは何でも利用し、チャンスをうかがうルパンの性格を表現することができた。ルパン（に変装した不二子）がキャップのアジトに乗り込むシーンでは白川奈美の「遠くはなれて子守唄」がテレビで流れていた。
- 第10話 - 当初のシナリオでは銀狐のイワノフへの愛とそれを引き裂いた夫への憎悪など、複雑なドラマが展開されていたが、路線変更にともない単純な話に変更された。また男爵と銀狐が同士討ちをしたあとの、イワノフが銀狐と心を通い会わすシーンはシナリオには無かったが、路線変更により追加された。
- 第11話 - 悪役・ボルボの名前は設定資料にあるのみで、本編中では一度も出てこない。準備段階では第2話に登場した白乾児の弟・ラオチュウの登場が予定されていた。
- 第14話 - テレビ第2シリーズ以降に不二子を演じることになる増山江威子がキャサリンの声を担当した。予告編でのタイトルは「猫目石はどこへ」で、宝石の名前は「キャッツアイ」だった。乗船名簿の中に「銭型平次（7代目）」「モンキー・パンチ」が確認できる。
- 第17話 - Bパートの原版ネガフィルムは紛失しており、映像ソフト等ではポジフィルムを元に収録されているため画質が異なっている。
- 第19話 - 『アルセーヌ・ルパンシリーズ』（モーリス・ルブラン作）でアルセーヌ・ルパンの敵役として登場するパリ警視庁のガニマール警部の孫が登場した。
- 第21話 - 蒸気機関車の疾走シーンの一部は、後にAプロダクションが制作した劇場作品「パンダコパンダ 雨ふりサーカスの巻」の機関車疾走シーンに同じ構図で流用されている。
- 第23話 - 銭形が警視総監にアジト壊滅作戦の計画書を差し出すシーンに書かれていたのは「ルパンが始まって約半年程の年月がすぎましたが、本日の話（23話）をもちまして2クールで完結することになりました」という文で、すなわち終了のお知らせだった。その後に「私個人のことを申せば、途中入院を致したために…」と続くが、これが誰の事なのかは不明。
- 次回予告は第21話を最後に制作されず、代わりに後番組『超人バロム・1』の新番組予告が放送された。
  - 再放送時には、第13話の「昭和47年でござる」や番組後期の銭形の「来週こそは〜」といった台詞がカットされることがあった。1980年代以降は放送コードの改訂にともない、「気違い」などの台詞もカットされた。これらのセリフはビデオソフトでも発売時期によってカットされることがあったが、DVD・BDにはノーカットで収録されている。2008年7月28日 - 7月30日の『BSアニメ夜話/とことん!ルパン三世』での集中放送でも多数の台詞がカットされた。2017年の『ルパン三世ベストセレクション』で本作から選ばれたエピソードが放送された際には、「当時のまま放送する」という注意書きのテロップが挿入されたにもかかわらず「気違い」という言葉がカットされた。2017年10月16日 - 10月25日にAbemaTVでネット放送された際には、放送コードが適用されない配信環境であったため初放映当時の音源がそのまま使用され、セリフもノーカット状態となった。
- Netflix配信版ではオープニングが全て「ルパン三世主題歌I」に差し替わっており、次回予告も全てカットされている。

### 未映像化作品
※先述の通り、大隈降板の時点で23話分の脚本が発注されており、順当に映像化されたのは12話までとなった。13話以降に用意されていた下記の脚本は未使用に終わったが、一部のエピソードはTV第2シリーズでアニメ化されているほか、「ルパン三世H」名義でコミカライズされている（後述）。
- 死闘は夜明けに終わった（小山俊一郎）
- Kマシン強奪（秘）作戦（松岡清治）
- 秘宝は700海里に眠る（山崎忠昭）- TV第2シリーズ第97話でアニメ化（放送タイトルは「ルパン一世の秘宝を探せ」）
- 刺客の時は来た（小山俊一郎） - TV第2シリーズ第20話でアニメ化（放送タイトルは「追いつめられたルパン」）
- 野獣たちの終着駅（佐脇徹）
- ルパンのとってもへんな日（小山俊一郎）
- 弔い歌は奴のために（宮田雪）
- 電撃ハトポッポ作戦（大和屋竺） - TV第2シリーズ第29話でアニメ化
- ルパンの法則（鶴見和一）
- 秘密矢■奪取作戦（松岡清治）
- 恐るべき鼠一族（山崎忠昭）
- タイトル未定（大和屋竺）
- ルパン故郷へ帰る（佐脇徹）

## 放送局
- 放送期間：1971年10月24日 - 1972年3月26日
- 制作局：よみうりテレビ
- 提供：浅田飴

放送系列は当時のもの。
| 放送地域   | 放送局         | 放送系列                                    | 放送時間           | 備考                                               |
| ---------- | -------------- | ------------------------------------------- | ------------------ | -------------------------------------------------- |
| 近畿広域圏 | 読売テレビ     | 日本テレビ系列                              | 日曜 19:30 - 20:00 | 制作局                                             |
| 北海道     | 札幌テレビ     | 日本テレビ系列 フジテレビ系列               |                    |                                                    |
| 青森県     | 青森放送       | 日本テレビ系列                              | 日曜 19:30 - 20:00 |                                                    |
| 秋田県     | 秋田放送       | 日本テレビ系列                              | 日曜 19:30 - 20:00 |                                                    |
| 山形県     | 山形放送       | 日本テレビ系列                              | 日曜 19:30 - 20:00 |                                                    |
| 岩手県     | テレビ岩手     | 日本テレビ系列 NETテレビ系列                | 日曜 19:30 - 20:00 |                                                    |
| 宮城県     | 宮城テレビ     | 日本テレビ系列 NETテレビ系列                | 日曜 19:30 - 20:00 |                                                    |
| 福島県     | 福島中央テレビ | 日本テレビ系列 NETテレビ系列                | 火曜 18:00 - 18:30 | 1972年4月から放送                                  |
| 関東広域圏 | 日本テレビ     | 日本テレビ系列                              | 日曜 19:30 - 20:00 |                                                    |
| 山梨県     | 山梨放送       | 日本テレビ系列                              |                    |                                                    |
| 新潟県     | 新潟総合テレビ | フジテレビ系列 日本テレビ系列 NETテレビ系列 |                    |                                                    |
| 長野県     | 長野放送       | フジテレビ系列                              | 水曜 18:00 - 18:30 | 本放送終了から約4年後の1976年1月14日 - 6月16日放送 |
| 静岡県     | 静岡放送       | TBS系列                                     |                    |                                                    |
| 富山県     | 北日本放送     | 日本テレビ系列                              | 日曜 19:30 - 20:00 |                                                    |
| 石川県     | 石川テレビ     | フジテレビ系列                              |                    |                                                    |
| 福井県     | 福井放送       | 日本テレビ系列                              | 日曜 19:30 - 20:00 |                                                    |
| 中京広域圏 | 名古屋放送     | 日本テレビ系列 NETテレビ系列                |                    | 『TV第2シリーズ』以降は、中京テレビで放送。        |
| 鳥取県     | 日本海テレビ   | 日本テレビ系列 NETテレビ系列                |                    | 当時の放送免許エリアは鳥取県のみ                   |
| 広島県     | 広島テレビ     | 日本テレビ系列 フジテレビ系列               |                    |                                                    |
| 山口県     | 山口放送       | 日本テレビ系列                              |                    |                                                    |
| 徳島県     | 四国放送       | 日本テレビ系列                              |                    |                                                    |
| 香川県     | 西日本放送     | 日本テレビ系列                              |                    | 当時の放送免許エリアは香川県のみ                   |
| 愛媛県     | 南海放送       | 日本テレビ系列                              |                    |                                                    |
| 高知県     | 高知放送       | 日本テレビ系列                              |                    |                                                    |
| 福岡県     | 福岡放送       | 日本テレビ系列                              |                    |                                                    |
| 長崎県     | テレビ長崎     | フジテレビ系列 日本テレビ系列               |                    |                                                    |
| 熊本県     | テレビ熊本     | フジテレビ系列 日本テレビ系列 NETテレビ系列 |                    |                                                    |
| 大分県     | テレビ大分     | フジテレビ系列 日本テレビ系列 NETテレビ系列 |                    |                                                    |
| 宮崎県     | テレビ宮崎     | フジテレビ系列 日本テレビ系列 NETテレビ系列 |                    |                                                    |
| 鹿児島県   | 鹿児島テレビ   | フジテレビ系列 日本テレビ系列 NETテレビ系列 |                    |                                                    |
| 琉球政府   | 沖縄テレビ     | フジテレビ系列                              |                    | 当時は米国の施政下                                 |

## 反響・評価
数年後の各局での再放送で、夕方の放送枠にもかかわらず、局によっては20%台という異例の高い視聴率を叩き出し評価が高まることとなった。なお、高畑・宮崎両名が築いた路線は『TV第2シリーズ』、ひいては以後のテレビシリーズの作風を決定付けたとも言われている。
1978年12月8日の夕方に日本テレビで行われた最終回（第23話）の再放送は、32.5%の視聴率を記録（ビデオリサーチ・関東地区調べ）。これは『ルパン三世』シリーズ全体を通しての最高視聴率であると同時に、ビデオリサーチがオンライン調査を開始した1977年9月26日以後に放送されたテレビアニメの視聴率の中では歴代6位となっている。
大塚康生は、本作について「長編からテレビへ移った僕たちにはテレビの質は長い間馴染めなかった。宮崎さんや高畑さんが入ってやっと救われたのが真相と言えます。話の骨格はモンキーさんが作られたものなので、その力量に負うところが大きかったと思っています。完成度の低い作品にもかかわらず大勢の聴視者が今でも存在して、こんなインタビューを受けるということが、何だか不思議に思えます。」とコメントし、本作の中で特に印象深いエピソードに『脱獄のチャンスは一度』を選び大隅正秋降板後、高畑勲・宮崎駿に交代するまでの境目に当たる作品であり、大変苦労したので印象深いと評している。
大隅正秋は、後年、再放送の人気が高まった理由を当時のテレビ局で聞いた際「余計な説明をしていない、新しさが未だにある。」など、視聴率が低かった理由と全く同じだったと語っており、視聴者からの再評価は、宮崎・高畑両名の参加による路線変更部分だけではなかった。そして本放送終了から約5年後、再放送時の人気を背景として新作アニメ（『TV第2シリーズ』）が製作される事になった。
宮崎駿は、劇場版第二作『カリオストロの城』や『TV第2シリーズ』での2作は「第1シリーズでやったことの総棚ざらえ」と称している。『TV第1シリーズ』については「ぼくらはまぎれもなくハングリーだった。スカッとしたおもしろい仕事をやりたいという願望と気力はいくらでもあったのだ」と意欲が強かったことを語っている。しかし「放映中の路線変更は製作を混乱させ、テレビアニメーションの技法が停滞した時期もあって、画面は乱れ、完成度は低く、技術的に見るところのない作品であった」と評している。再放送で人気を得た理由を「ベンツに乗るルパンと大衆車のフィアットに乗るルパンがせめぎあい、結果として番組に活力をもたらしたのが原因では」と語っている。
奥田誠治は、「私は本作にも参加しているんですが、本作らしさは1話から4話しかないと思っているんです。その絵コンテを作ったのは、1話が吉川(高橋和美名義)、2話が私で、3話は出崎統(斉九洋名義)、4話は石黒昇です。本作は、その4人が全力を出し切ったんです。これが今でも『ルパン三世』のスタイルになっていると思います。」とコメントしている。
吉川惣司は、「大塚康生さんや宮崎駿さんがこういう作り方は間違いだ、とよく大隅さんと口論していた。それは僕もよくわかります。彼らは漫画映画としての完成度を求めている。大隅さんのはまるで実験映画。脚本からしてわかりにくい。でも『ルパン』は、通俗ヒューマニズムや胸キュンで癒されるような世界じゃないでしょ。大隅さんのほうが断然好きでした。無茶やってるなって感じで。たとえば大和屋さんはシュールで、今じゃ考えられない、いくら読んでもわかんないホンを書いてた。あの頃はまだ70年安保の余韻があって、アナーキーで反権力的な空気がスタイルに出てます。」とコメントしている。
大地丙太郎は、「今まで観たことのない衝撃のテレビシリーズが始まったと感じた。大人のアニメを子供の時間にやってる!と興奮したもんだ。後で聞いたら最初何話かで路線が違うというので作り直させられたとか。そういえば途中からはちゃめちゃな話があったよね。子供だましみたいな。でも、つかみが良すぎたせいか当時は気がつかず、毎週食い入って観た。山下毅雄のしみる音楽が聞けるシリーズもこれだけ。抜群にこのシリーズの音楽はいい。」とコメントしている。
板野一郎は、「あの当時の人達はみんなそうだったけど、本作とか『宇宙戦艦ヤマト』が好きだったんです。」とコメントしている。
森本晃司は、今でも好きな凄まじいシリーズの1つに本作を挙げている。
河森正治は、映像に興味を覚えたきっかけとして本作を挙げ「第一シリーズの最初の数話。それがすごくインパクトがあって。今までのアニメと全然スタイルが違ってた。その時に初めて作り手を意識したみたいな。」とコメントしている。
増田敏彦は、「ルパンはいえばファースト・ルパン#1、#2、#5、#9。キャラの色っぽさ、カッコよさ、全てこの4本に凝縮されていると思います。」とコメントしている。
小林治は、「『ルパンVS複製人間』も『カリオストロの城』も大好きだし、本作は最高のハードボイルド作品だと思っている」とコメントしている。
渡辺信一郎は、少年時代に影響を受けたアニメは『天才バカボン』と本作で、独特の大人っぽい雰囲気に惹かれたとコメントしている。
神山健治は、「監督をやるなら観ておきたい20本」で『ルパンVS複製人間』『カリオストロの城』などと共に本作を選出している。
小池健は、『LUPIN THE IIIRD 次元大介の墓標』制作にあたり、「僕らが子供の頃に出会った本作とか『ルパンVS複製人間』は、大人ペースなアニメーションだったんですよ。だから、ああいう雰囲気のルパンにもう一回戻れないものかと探っていったことが、原点回帰に繋がっていきました。」とコメントしている。
石井克人は、本作について「ぼくは、1、2話が好きですね。特に2話が好きです。あのパイカルの。あれはもう、何回も観ましたね。アニメ本も持ってますもん。アニメを漫画にしたやつ。質感がすごく好きだったんですよね。」とコメントしている。
小黒祐一郎は、「本作も基本なんで、全部観てほしい。作画も勿論凄いんだけど、最近思うのは、画作りにしろストーリーにしろ、とにかく本作はアイデアや描写が独創的であり、なおかつ魅力的だったんだ、という事。今になっても延々とパクられたり、『本作に戻ろう』と言われるのは、そういうわけでしょう。単にキャラクターが魅力的だったとか、作画がよかったとかいう事だけではない。宮崎駿、高畑勲、さらには吉川惣司、出崎統と、当時の東京ムービーとしては考えられるスタッフが全て投入されているよね。作画だけでなく、演出もいいところが多い。」とコメントしている。
NHKがBSプレミアムで2017年5月3日に放送した「ニッポンアニメ100 発表!あなたが選ぶアニメ ベスト100」で本作は140位にランクインした。

## 関連作品

### ソノシート
本放送当時、朝日ソノラマから録りおろしドラマ「魔術師パイカル」を収録したソノシート（品番AM-32）が発売された。第2話を元にしているが、パイカル役は村越伊知郎で、銭形が登場するなど展開が一部異なる。ジャケット内にはカラー彩色された、ドラマと連動した漫画も付いている。
その後は長らく別メディアで販売はされていないが、2018年に講談社より刊行されたDVDアニメ付きムック本「ルパン三世 1stシリーズ DVDコレクション」（2014年に同社から刊行された「ルパン三世DVDコレクション」全57巻から1stシリーズのみを抜粋し、全6巻で一挙刊行）全巻購入特典として、ソノシートをCDに置き換えた以外はジャケット・漫画を含め完全復刻した版を希望者全員が手に入れる事が出来る。
なお、このソノシートで使用された、セリフが被っていなかったBGMは後述の「ルパン三世 '71 ME TRACKS」に収録されている。

### サウンドトラック
山下毅雄によるサウンドトラックは、放送後にマスターテープが紛失している。後述する『ルパン三世 '71 ME TRACKS』のライナーノーツでは「持っている人がいたら自首してください」との記載がある。
この事情から、現在では完全な形でのレコード化あるいはCD化が不可能な状態となっているが、多くのファンの要望により代替案として、過去に3つの企画盤が発売されている。
テレビオリジナルBGMコレクション ルパン三世 〜山下毅雄オリジナルスコアによる「ルパン三世」の世界〜
1980年3月25日、日本コロムビアより発売。
完全新録音による音源を収録しており、メロディー等は劇中で使用されたものと共通しているが、テレビ放映からかなり時間が経って再レコーディングされた事もあり、放送当時のものとは音質やアレンジなどに大きな違いが生じている。当初は本当にオリジナルBGMを収録する予定だったのだが、締め切り直前まで捜索しても音源を発見できず、かと言って発売中止にする訳にも行かなかったのでやむを得ず録音をやり直した、というのが真相である。なお、主題歌は、オリジナルLPでは当時は残っていたTVサイズオリジナル音源にSEやパーカッションの音を被せて収録していたが、2度目のCD化の際にフルサイズに差し替えられ、これが長年にわたって流通することになった。2007年に発売された限定復刻盤では、LPと同じ構成に戻されている。
ルパン三世 '71 ME TRACKS
1999年2月21日、バップ（ミュージックファイルEX）より発売。
アニメ本編を製作工程において作られていたMEテープ（アテレコの前段階に場面に合せて選曲された音楽と効果音だけが収録された音源テープ）を利用し、デジタル処理で再編集を行ったものである。通常、個々の場面でフルレングスで音楽が使用される事はまずありえないため、複数の場面のMEテープを素材に、使用に適した個所を細切れで抽出し、それぞれを繋ぎ合わせて一曲の尺になるように編集が行われている。なお、素材の性質上やむを得ず効果音がそのまま残っている個所が多く、音質も本来レコード化に配慮したものではないため、いずれも芳しくない状態となっている。
ルパン三世 ザ・ファースト・シリーズ・アンソロジー
2003年3月21日、コロムビアミュージックエンタテインメントより発売。
コロムビアで制作された音源を体系的にCD化する企画「ルパン三世クロニクル」の第1弾として、『ルパン・ザ・シングルス』（コロムビアから発売された全シングルを収録）と同時発売。主題歌のTVサイズの各バリエーションを放送で使用された音声から収録、さらに辛うじてオリジナル音源が残っていた「主題歌I」「主題歌II」のTVサイズとレコード用フルサイズ、『テレビオリジナルBGMコレクション』の完全復刻という内容になっている。

## リマスター版
2000年代にHDリマスター（デジタルリマスター）が行われた。原盤である35mmネガフィルムから色調整や傷の補正など修復をすることで、より鮮明な画質になっている（第17話「罠にかかったルパン」後半のみ原盤紛失のため、16mmフィルムを素材としている。）。近年の放送などは、基本的にこの映像が使用されている。なお、リマスターは二度行われている。
- 2004年7月、デジタルハイビジョン放送用に行われ「HVリニューアルマスター版」としてWOWOWで初放送されたもの[46]。NetflixやDMM TVの配信でも使用。
- 2007年発売の「LUPIN THE BOX－TV＆ the Movie－」に初収録されたもの。以降の映像ソフトや上記以外の配信などはこちらを採用している。動きのない“止め絵”の場面に静止画処理が行われている。

## コミカライズ作品
『ルパン三世officialマガジン』では、早川ナオヤによるコミカライズ版が連載されており、このうち、第1話から第4話と第17話がコミカライズされている。1話から4話は、アニメに忠実な作りになっている。ただし第4話のコミカライズ版に関しては、放送問題用語が用いられていたため、一部の台詞が変更または削除されている。また、前述したボツ脚本のうち「刺客の時は来た」「華麗なる標的」の2作品もコミカライズされた。
17話は、不二子の視点で描いたコミカライズ作品となっている。物語の構成自体は同じだが、印刷したお札が、ルパンの手によって紙幣として使い物にならないようにいたずらされていた事を知って、不二子が本気で悔しがるというシーンが最後のページに加えられている。このシーンでは、悔しがる不二子の横でルパンたちを罠に嵌めた星影銀子が力なく崩れ落ちている。